# Paravan pliabil

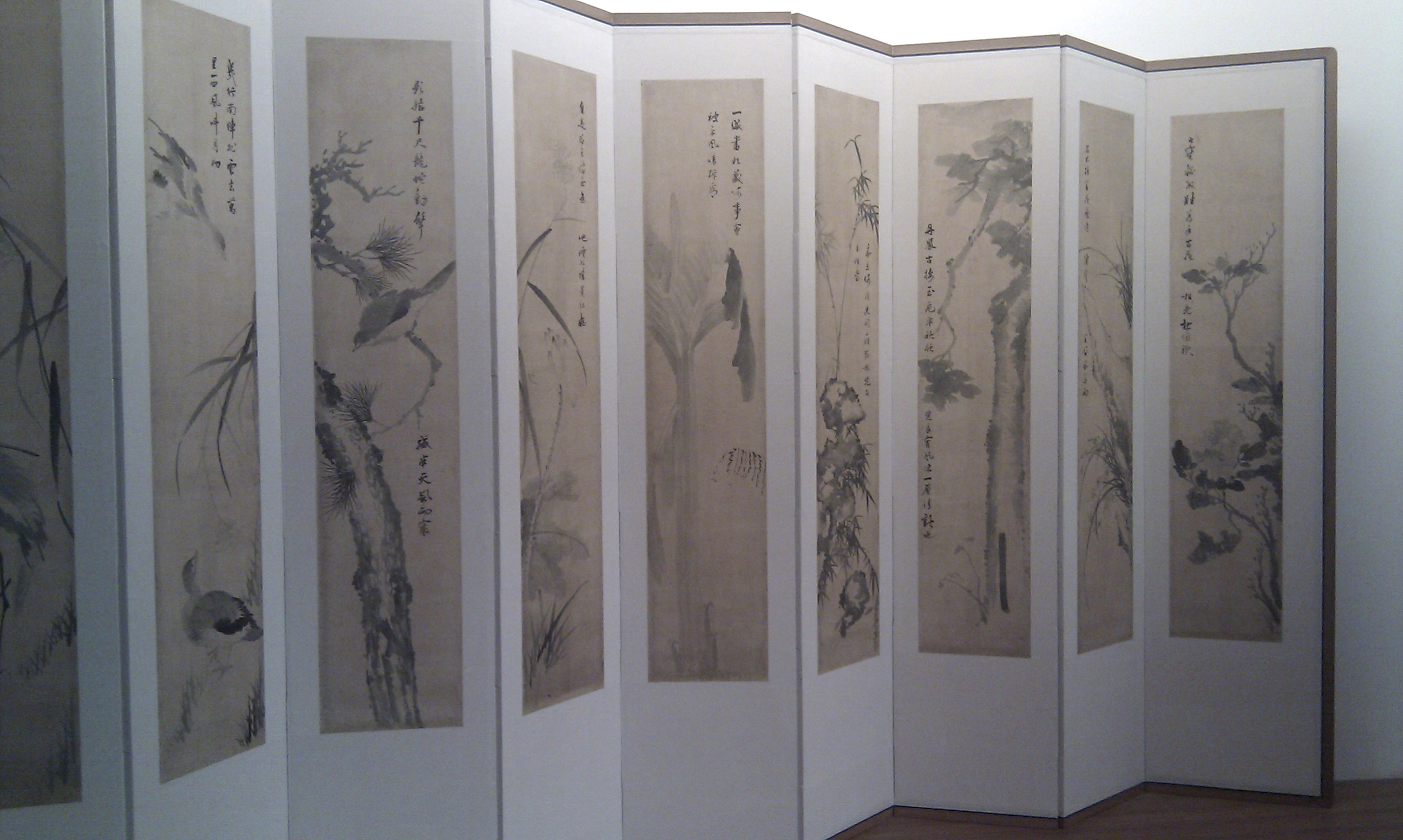
Paravan pliabil expus la Musée Guimet, Paris

Un paravan pliabil este un tip de piesă de mobilier. Acesta este format din mai multe rame sau panouri, care sunt adesea conectate prin balamale sau prin alte mijloace. Acestea pot fi realizate într-o varietate de modele și cu diferite tipuri de materiale. Paravanele pliabile au multe utilizări și scopuri decorative. Provenind din China Antică, au ajuns în cele din urmă să se răspândească și în restul Asiei de Est, Europa și alte regiuni ale lumii.

## Istoria

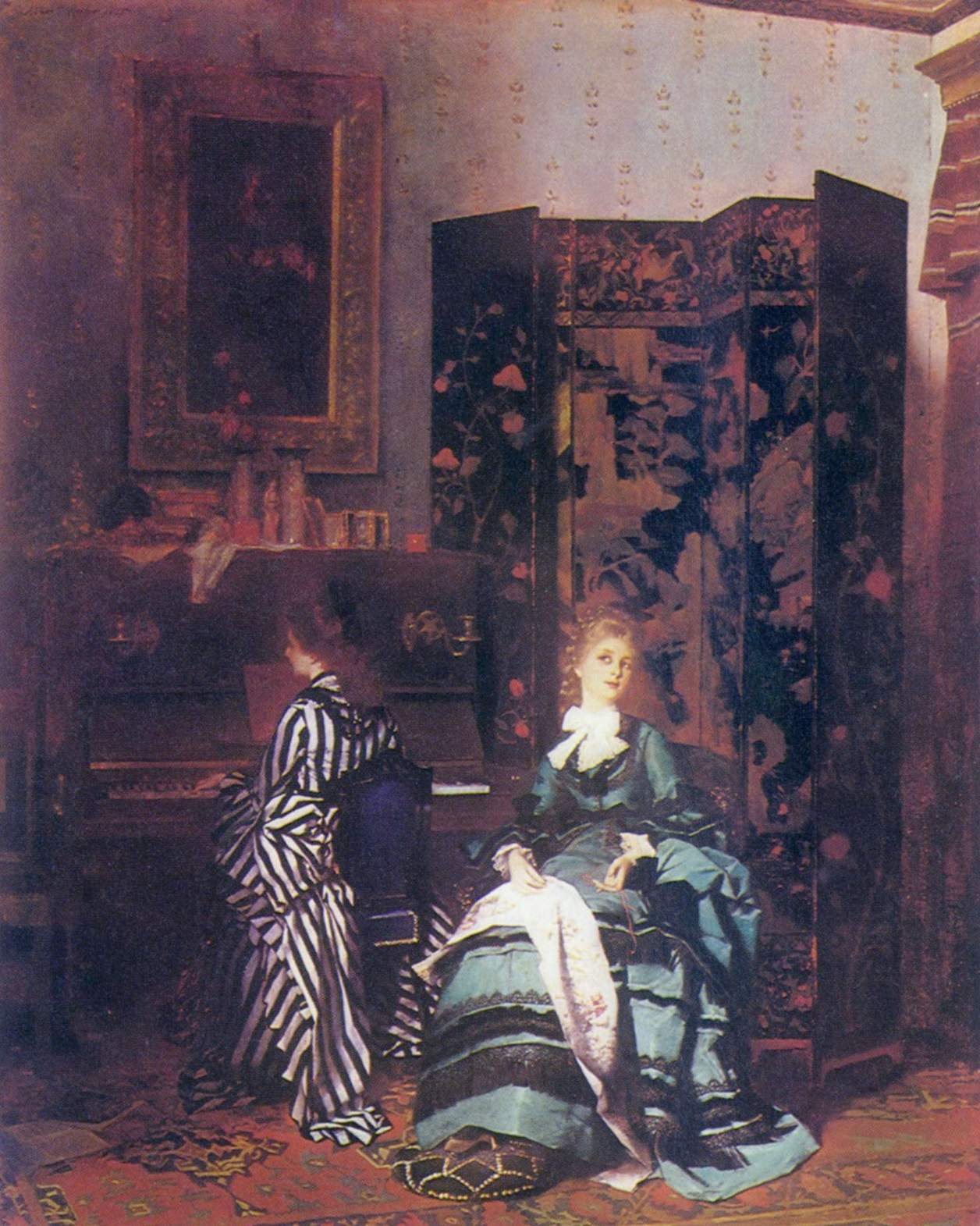
Un paravan chinezesc tip Coromandel se poate observa în pictura în ulei Chopin (1873) de Albert von Keller. De obicei pentru acest tip de paravan, fața are o scenă detaliată, în timp ce partea din spate are de obicei o simplă temă florală.

### Origine în China
Paravanele datează din China în perioada dinastiei Zhou de Est (771-256 Î. hr.). Acestea au fost inițial sub forma unui singur panou, în contrast cu cele pliabile. Cele din urmă au fost inventate în timpul Dinastiei Han (206 Î. hr. – 220 CE). Reprezentări ale acestor paravane pliabile au fost găsite în mormintele din epoca Han, cum ar fi cel în Zhucheng, provincia Shandong.
Un paravan pliabil era adesea decorat cu lucrări frumoase de artă; teme majore cum ar fi mitologie, scene din viața de la palat și natura. Erau adesea asociate cu intrigi și romantism în literatura chineză, ca de exemplu, o tânără îndragostită putea avea o privire curioasă, ascunsă în spatele unui paravan pliabil. Un exemplu de astfel de tematică și apariția unui paravan pliabil este în romanul clasic Visul din pavilionul roșu de Cao Xueqin. Paravanele au fost un element recurent în literatura Tang. Poetul Li He (790-816), din perioada Tang, a scris „Cântecul Paravanului” (屏風曲), descriind un paravan pliabil al unui cuplu căsătorit. Paravanul înconjura patul cuplului, cele douăsprezece panouri erau împodobite cu fluturi care coborau pe florile roz de China (o aluzie la îndrăgostiți), și aveau balamale de argint asemănătoare unor monede din sticlă.
Paravanele pliabile au fost inițial realizate din panouri de lemn și pictate pe suprafețe lăcuite, urmate în cele din urmă de paravanele pliabile fabricate din hârtie sau mătase, care au devenit de asemenea populare. Chiar dacă paravanele pliabile au fost cunoscute ca având prima utilizare încă din antichitate, au devenit rapid populare în timpul dinastiei Tang (618-907). În timpul dinastiei Tang, paravanele erau considerate ornamente ideale pentru mulți pictori ca să-și expună picturile și caligrafiile. Mulți artiști pictau pe suport de hârtie sau mătase și după le aplicau pe paravane. Existau două tipuri de paravane pliabile menționate în literatura istorică a epocii. Unul dintre acesta era cunoscut ca huaping (chineză: 畫屏; literal: „paravan pliabil pictat”), iar celălalt era cunoscut ca shuping (chineză: 書屏; literal: „paravan pliabil cu inserții caligrafice”). Nu era ceva neobișnuit pentru oameni să comande paravane pliabile realizate de artiști, cum ar fi de la pictorul Tang-era, Cao Ba sau pictorul din perioada Song-era, Guo Xi. Pictura cu tematică peisajeră realizată pe paravane a atins apogeul în timpul dinastiei Song (960-1279). Tehnica de lăcuit a paravanelor tip Coromandel, cunoscut ca kuǎncǎi (款彩 „culori incizate”), a apărut la sfârșitul dinastiei Ming (1368-1644) și a fost aplicată paravanelor pliabile pentru a crea panouri întunecate incizate, pictate și încrustate cu sidef, fildeș, sau alte materiale.

### Răspândirea în întreaga Asie de Est

#### Coreea
Paravanele pliabile au devenit importante în timpul perioadei regatului Silla Unificat (668-935). Paravanele pliabile, cunoscute sub numele de irworobongdo, au fost elemente importante în sala tronului în timpul unor regi din dinastia Joseon, fiind amplasate imediat în spatele tronului.

#### Japonia

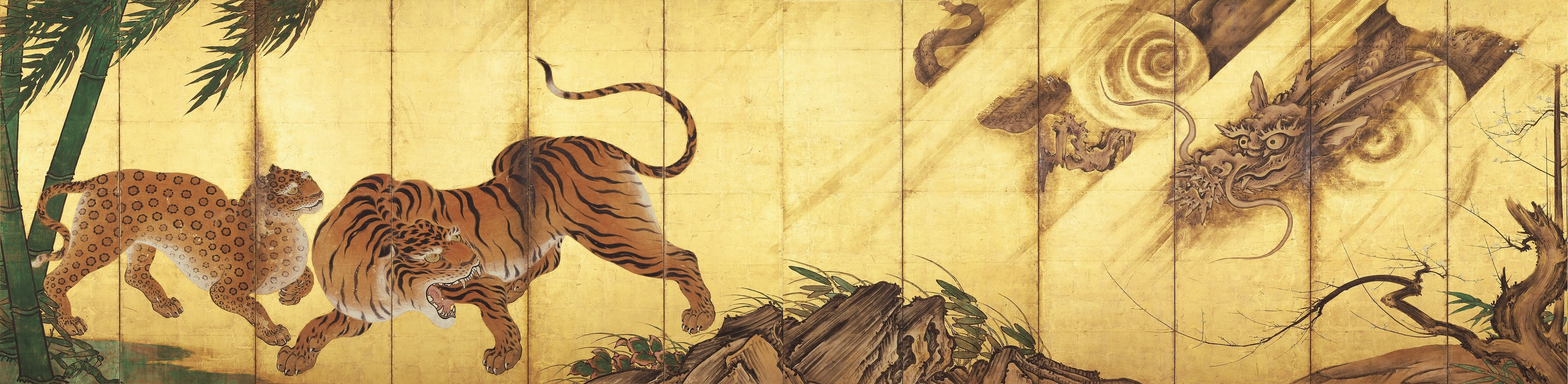
Pereche de paravane cu tigri și un dragon de Kanō Sanraku, secolul al XVII-lea, fiecare panou 1,78 x 3,56 metri.

La fel ca multe arte și meșteșuguri japoneze, paravanele pliabile își au originea în China. Potrivit lucrării lui Nihon Shoki din secolul al VIII-lea, unul dintre cele mai vechi paravane pliabile ajunse în Japonia a sosit în timpul domniei împăratului Tenmu (r. 672-686) și a fost oferit cadou din partea regatul coreean Silla. Până în secolul al VIII-lea, paravanele pliabile au devenit cunoscute în Japonia prin intermediul Chinei în timpul dinastiei Tang (618-907), ceea ce a determinat meșteșugarii japonezi să înceapă să facă propriile lor paravane, influențate puternic de modelele chinezești. În timpul perioadei târzii Muromachi, japonezii au început să ilustreze viața de zi cu zi pe paravane, un obicei importat din China.

### Răspândirea în Europa

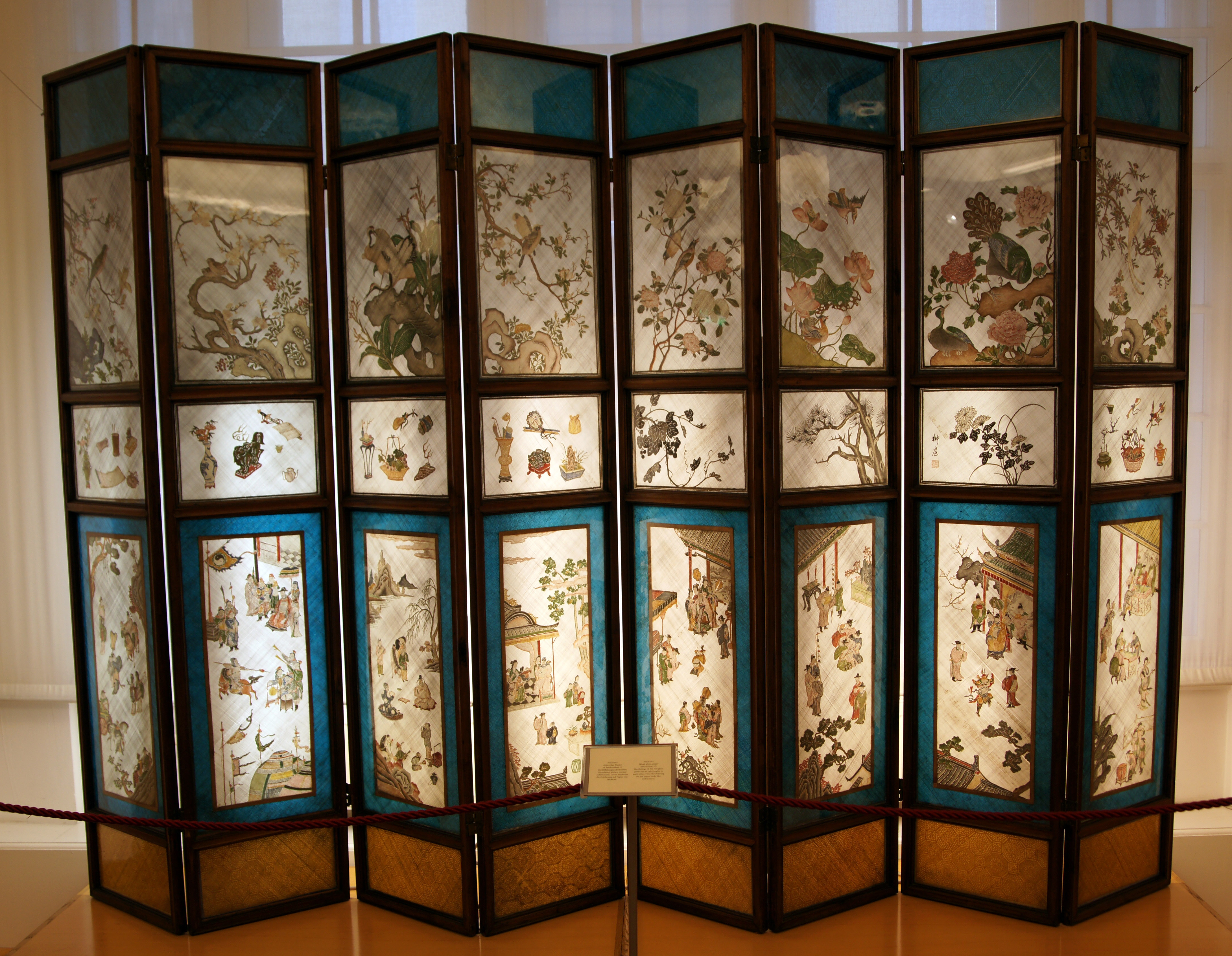
Paravan pliabil chinezesc folosit la Curtea Imperială Austriacă, secolul al VIII-lea, Mobilier Imperial

Paravanele pliabile au fost introduse în perioada Evului Mediu târziu și în Europa. În secolele XVII și XVIII, mai multe paravane pliabile au fost importate din China în Europa. Francezii în special au avut o anumită admirație și dorință pentru paravanele pliabile chinezești și au început să importe cantități mari de paravane pliabile lăcuite, artistic decorate. Designerul celebru de modă Coco Chanel a fost o colecționară pasionată de paravanele pliabile chinezești și se presupune că deținea 32 de paravane, dintre care opt se aflau în apartamentul ei de pe strada Cambon 31 din Paris. Ea a spus odată:
„Am iubit paravanele chinezești de când aveam 18 ani. Aproape că am leșinat de bucurie când am intrat într-un magazin chinezesc și am văzut pentru prima dată un paravan pliabil tip Coromandel. Paravanul pliabil a fost primul lucru pe care l-am cumpărat.”

## Utilizări
Deși paravanele pliabile au provenit din China, ele pot fi găsite acum în multe decorațiuni de interior din întreaga lume. Unele dintre primele utilizări ale paravanelor pliabile au fost destul de practice. Acestea au fost utilizate pentru a preveni circulația aerului în locuințe, după cum este indicat de cele două caractere în numele chinezesc: píng (屏 „paravan pliabil”) și feng (風 „adiere de vânt”). Au fost, de asemenea, folosite pentru a oferi un sentiment de intimitate; în vremurile clasice, paravanele au fost adesea plasate în camere pentru a fi folosit ca paravane tip dressing pentru femei. Paravanele pliabile pot fi configurate pentru a compartimenta o cameră mare și pentru a schimba funcțiunea anumitor spații interioare. Pot fi folosite ca un perete fals în apropiere de intrarea dintr-o cameră în alta, pentru a crea o atmosferă plăcută, prin mascarea anumitor lucruri, cum ar fi ușile de acces într-o bucătărie. Deoarece multe paravane pliabile au modele artistice fine și elemente de artă pe ele, ele se pot încadra foarte bine ca elemente decorative în designul interior al unei locuințe.